# 増田和俊
増田 和俊（ますだ かずとし、1946年（昭和21年）6月1日 - ）は、日本の政治家。元広島県三次市長（2期）、元作木村長（2期）。

## 来歴
広島県作木村生まれ。1965年3月、広島県立三次高等学校卒業。1966年4月、作木村職員となる。1995年3月、同村の助役に就任。
1999年2月、作木村長に就任。2004年4月1日、三次市（旧）、双三郡君田村、布野村、作木村、吉舎町、三良坂町、三和町、甲奴郡甲奴町の8市町村が新設合併し、新しい三次市が誕生する。それに伴い同職を失職。2008年4月、三次市の副市長に就任。同年9月、佛教大学社会学部卒業。
2011年3月31日、公職選挙法違反の疑いで書類送検されていた三次市長の村井政也が、裁判所から罰金の略式命令を受けたことにより辞職。同年4月24日に行われた同市長選挙に増田は無所属で出馬。元市長の吉岡広小路を破り、初当選した。2015年、無投票で再選。
2019年の市長選では、元市議の福岡誠志に僅差で敗れ落選。同年4月25日をもって任期満了。
2020年、旭日小綬章受章。